# Salomėja Zaksaitė
Salomėja Zaksaitė (Kaunas, 25 de julho de 1985), é uma Mestra Internacional de Xadrez (WIM) lituano e jurista, criminologista.
Em 2003 e por esta conquista recebeu o título de WIM. En 2013 Vicecampeonato Mundial Feminino lituano.
Zaksaitė  estudou nas Universidade de Vilnius; Mestrado em Direito, Legum Doctor  (Criminologia, Direito penal e Direito desportivo).